# Mařatice
Mařatice je místní část nacházející ve východní části města Uherské Hradiště. Je zde evidováno 1487 adres, na kterých trvale žije přibližně 6 900 obyvatel. Významnou část zástavby tvoří sídliště Východ vystavěné v 80. letech 20. století na kopci mezi Mařaticemi a Sady. Katastrální území Mařatice má rozlohu 5,86 km², jeho část (základní sídelní jednotka Na Rybníku, vymezená ulicemi Sokolovská, 1. máje, 28. října a Sportovní) však nepatří k evidenční části Mařatice, ale k centrální evidenční části Uherské Hradiště. Mařatice jsou součástí Uherského Hradiště od roku 1950.
Ve svazích Mařatic se nachází množství vinohradů a pod nimi, především v ulici Vinohradská, také vinné sklepy, které hrají důležitou roli při Slováckých slavnostech vína a otevřených památek. Při hřbitovním kostele Nanebevzetí Panny Marie se rozkládá uherskohradišťský městský hřbitov. Na návrší Černá hora nad mařatskými vinohrady se také nachází poutní místo kaple svatého Rocha, které už náleží do katastru Jarošov u Uherského Hradiště.

## Název
Na vesnici byl přenesen původní pojmenování jejích obyvatel Mařatici, které byl odvozen od mužského osobního jména Mařata (jehož základem bylo ženské jméno Marie (Mařata znamenalo "syn Mariin")) a jehož význam byl "Mařatovi lidé".

## Pamětihodnosti

### Kostel Nanebevzetí Panny Marie
Dnes hřbitovní kostel Nanebevzetí Panny Marie nad Mařaticemi byl kdysi poutní. Vystavět ho se svolením kardinála Dietrichsteina a městské rady z 18. prosince 1613 nechal na farních pozemcích uherskohradišťský děkan a někdejší starosta Václav Kulíšek. Bohoslužby se konaly šestkrát ročně. Ve dnech „křížových“ (před svátkem Nanebevstoupení Páně) a ve svátek Nanebevzetí Panny Marie sem chodily z Uherského Hradiště průvody s nejsvětější svátostí.
Po zrušení městského hřbitova rozkládajícího se v okolí františkánského kostela Josefem II. byly farářem poskytnuty pozemky pro zřízení hřbitova nového právě za městem nad Mařaticemi okolo kostela Nanebevzetí Panny Marie. Ještě na konci 19. století náležely z těchto důvodů kostel a hřbitov do farnosti uherskohradišťské, zatímco obec Mařatice spadala pod farnost v Sadech. Poutí ve svátek Nanebevzetí Panny Marie se v té době účastnilo na 4000 lidí.

## Galerie

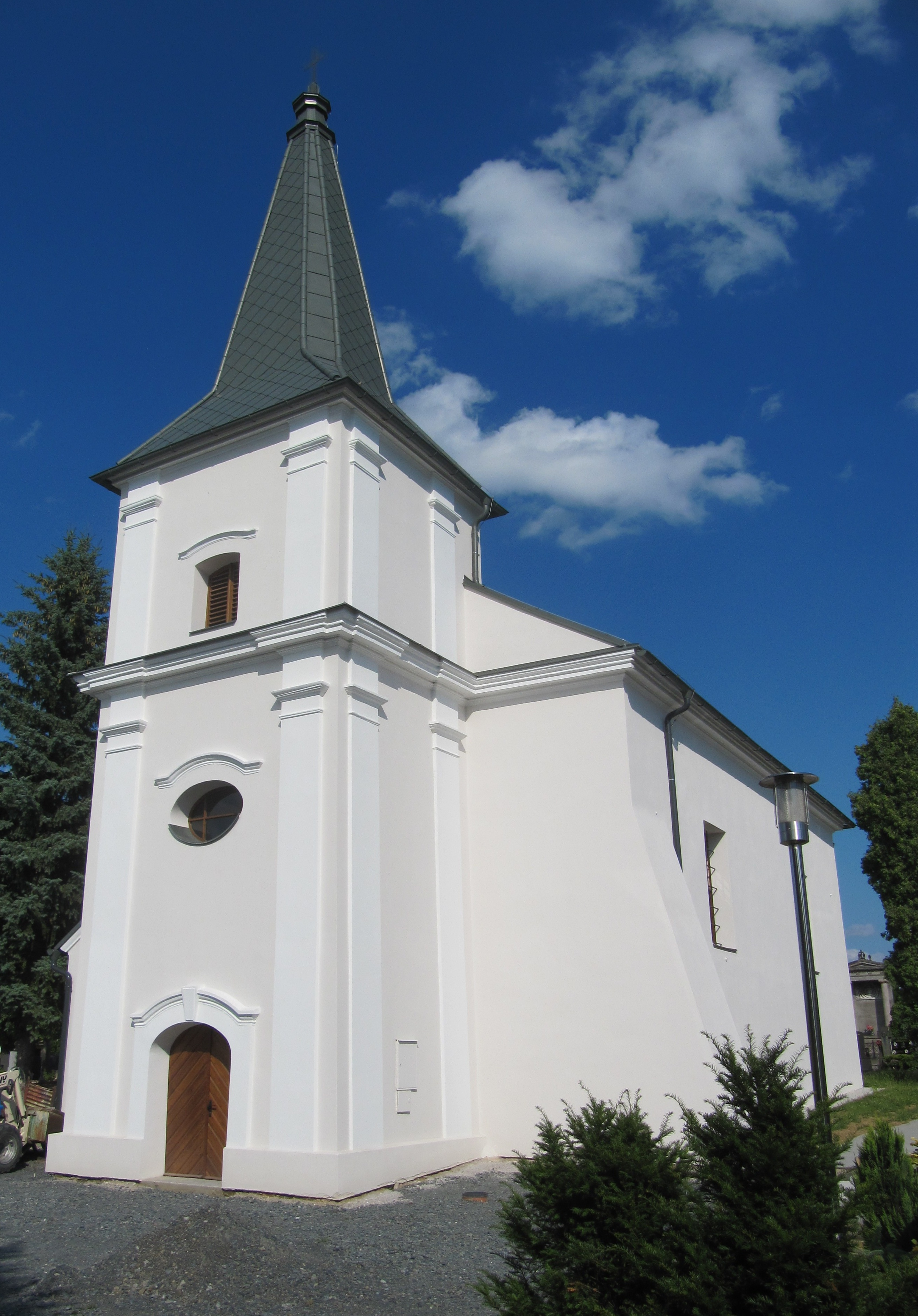
Hřbitovní kostel Nanebevzetí Panny Marie
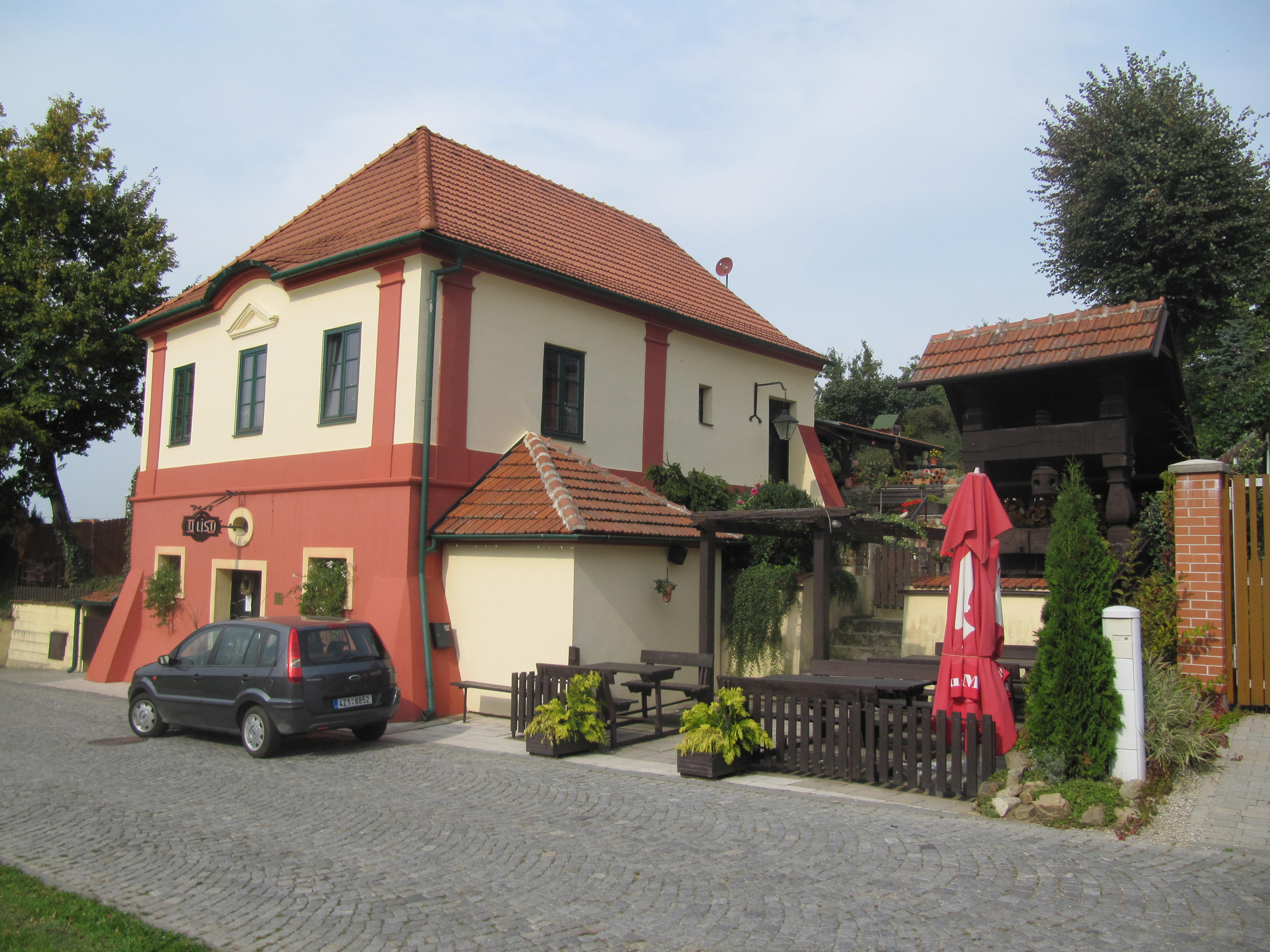
Historický sklep U Lisu
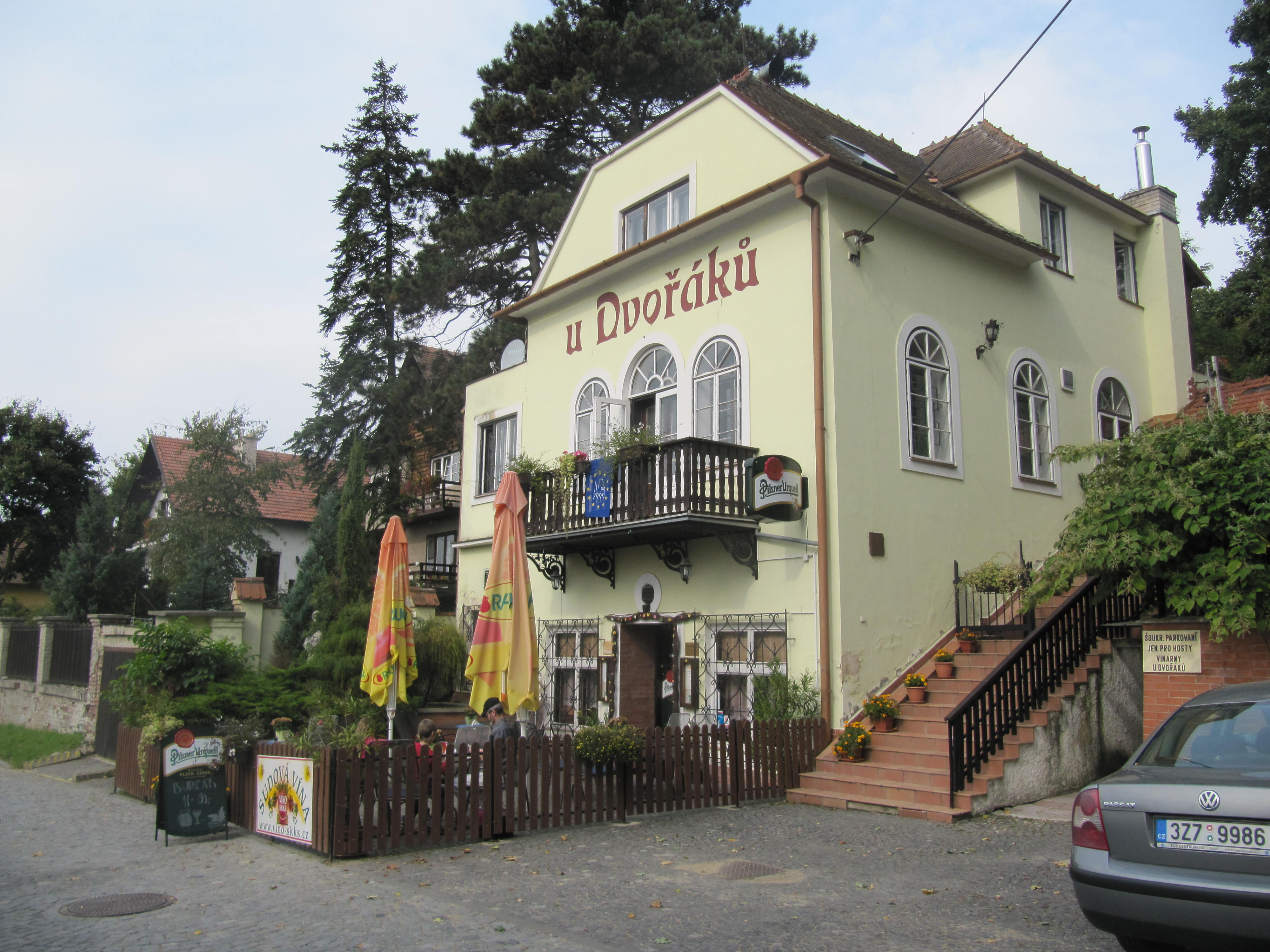
Oblíbená restaurace U Dvořáků
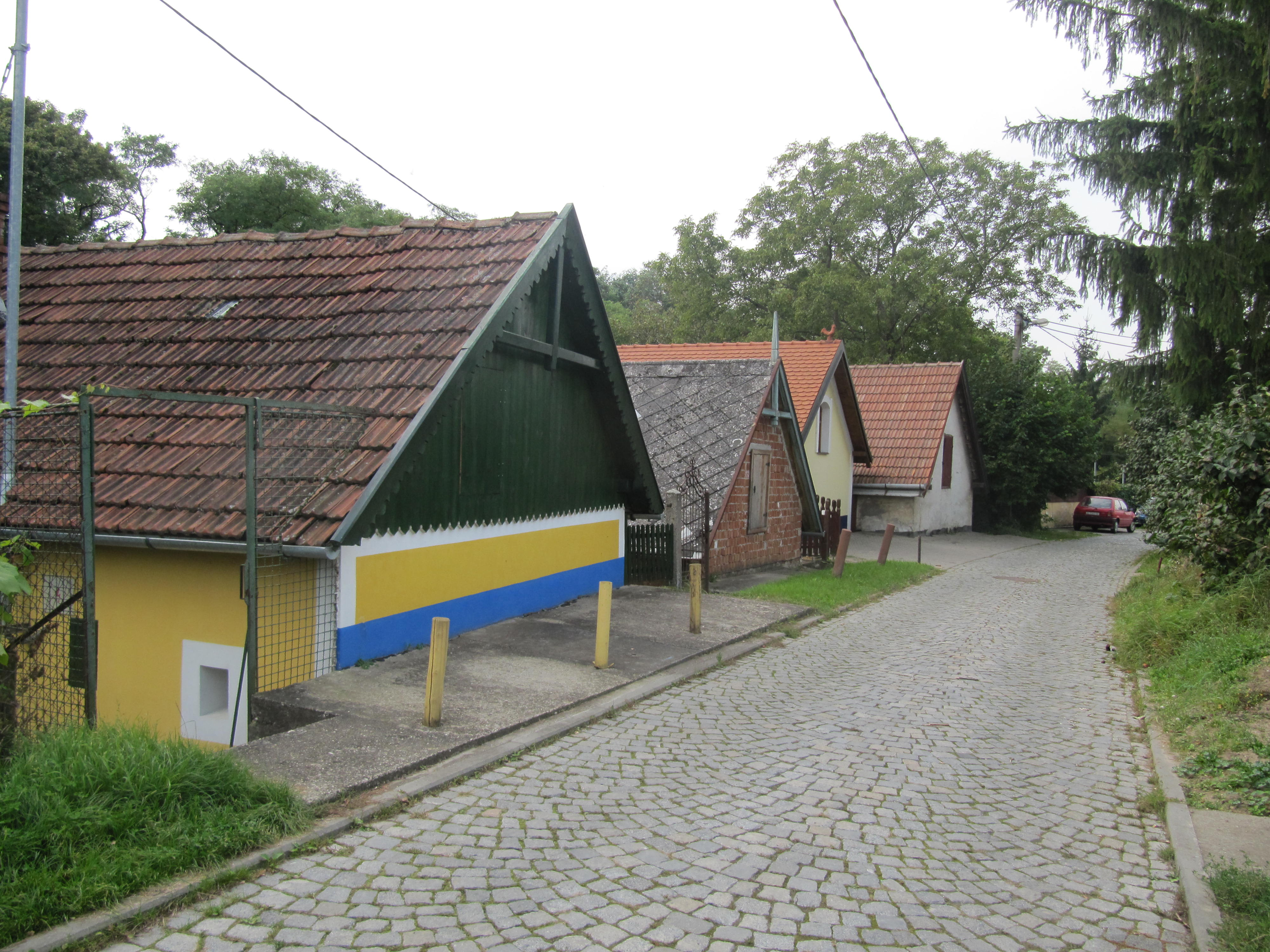
Vinohradská ulice